# Gran Telescopio Canarias
Gran Telescopio Canarias, também conhecido como GRANTECAN ou GTC, é o maior telescópio e de tecnologia mais avançada do mundo, construído sob a direção do Instituto de Astrofísica de Canarias, no sítio astronômico conhecido como Observatorio del Roque de los Muchachos, próximo a um vulcão extinto na ilha de La Palma, Ilhas Canárias, Espanha.
Com um espelho refletor de 10,4 metros de diâmetro, o telescópio, que levou sete anos para ser construído a um custo de 130 milhões de euros, situa-se a 2.267 m de altura, num dos melhores locais do mundo para a observação astronômica, pelas condições de tempo sempre claro e sua altitude acima das nuvens. O projeto empregou mais de mil pessoas e cem empresas em sua construção, desde o início de seu planejamento, em 1987, por uma cooperativa de empresas da Espanha, México e da Universidade da Flórida.
O telescópio foi inaugurado formalmente pelos reis da Espanha em 24 de julho de 2009. Os astrônomos europeus esperam que o GTC possa proporcionar um maior conhecimento sobre os buracos negros, exoplanetas, estrelas e galáxias mais distantes do universo, e que realize importantes avanços em todos os campos da Astrofísica.

## Dados técnicos
O Gran Telescopio, que fez suas primeiras observações experimentais de Tycho 1205081 em 14 de julho de 2007 com metade da capacidade agora inaugurada, recebe a luz vinda do espaço em seu gigantesco espelho refletor de 10.4 m (1,040 cm), segmentado através de 36 peças hexagonais de vidro e cerâmica, totalmente controladas por um recém-desenvolvido sistema de controle chamado de 'ativo-ótico', que faz com que todas as peças trabalhem juntas como um único vidro refletor. Essas peças têm 1,90 m entre os vértices, espessura de 8 cm e massa de 470 kg cada uma.
Com esta qualidade de equipamento ótico, o GTC tem um poder de visão e luminosidade equivalente a quatro milhões de pupilas humanas, podendo distinguir com precisão os faróis de um automóvel situado a vinte mil quilômetros do ponto de observação, a mesma que separa a Espanha da Austrália.